# Saint-Cyr-de-Valorges
Saint-Cyr-de-Valorges es una comuna francesa situada en el departamento de Loira, en la región de Auvernia-Ródano-Alpes.

## Demografía
| 396 | 383 | 358 | 313 | 277 | 274 | 312 |
| Para los censos de 1962 a 1999 la población legal corresponde a la población sin duplicidades (Fuente: INSEE [Consultar]) |     |     |     |     |     |     |